# Nao Suguro
Nao Suguro (すぐろ奈緒, Suguro Nao), née en 1979 et juriste de formation, est une des quatre porte-paroles des Verts japonais.
Principal soutien de Ryūhei Kawada aux élections sénatoriales de 2007, elle est élue au conseil d'arrondissement de Suginami (Tokyo) la même année. Réélue en 2011, elle se bat en particulier depuis l'accident nucléaire de Fukushima sur l'installation de centres d'évaluation de la radioactivité dans son arrondissement , ainsi que sur l'innocuité des aliments servis dans les cantines scolaires.